# Nematogmus
Nematogmus és un gènere d'aranyes araneomorfes de la subfamília Erigoninae, dins de la família Linyphiidae. Es poden trobar a la regió paleàrtica i indomalaia.
Fou descrit per primera vegada per  Eugène Louis Simon l'any 1884.

## Llista d'espècies
Segons The World Spider Catalog 12.0:A Maig 2019conté nou espècies:
- Nematogmus asiaticus Tanasevitch, 2014 – Laos, Tailàndia, Indonèsia (Sumatra)
- Nematogmus dentimanus Simon, 1886 – Sri Lanka fins a Malàisia, Indonèsia (Java, Krakatau)
- Nematogmus digitatus Fei & Zhu, 1994 – Xina
- Nematogmus longior Song & Li, 2008 – Xina
- Nematogmus membranifer Song & Li, 2008 – China
- Nematogmus nigripes Hu, 2001 – Xina
- Nematogmus rutilis Oi, 1960 – Japó
- Nematogmus sanguinolentus (Walckenaer, 1841) (Espècie tipus) – Europa, Nord d'Àfrica, Caucas, Xina, Corea, Japó
- Nematogmus stylitus (Bösenberg & Strand, 1906) – Xina, Japó